# Zarifa Aliyeva

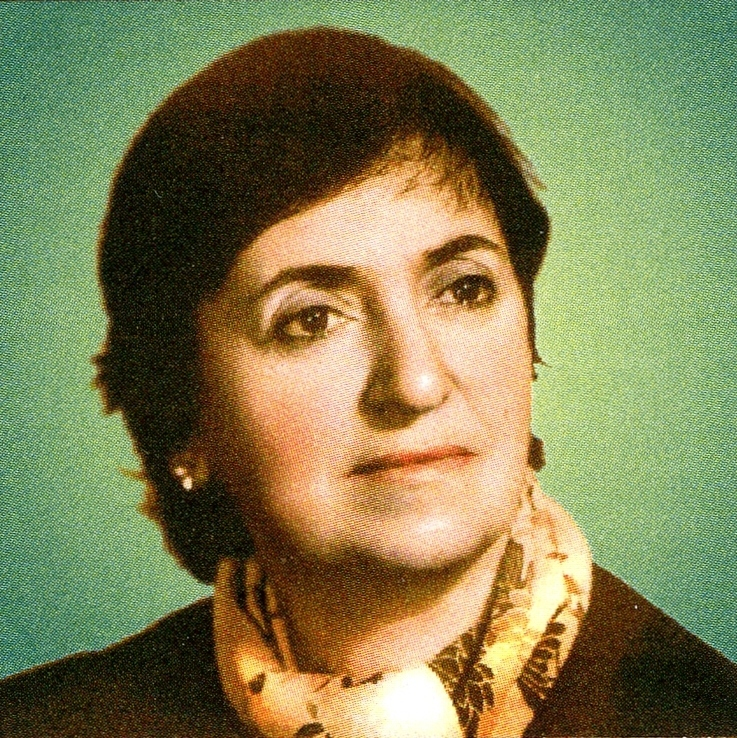
Zarifa Aliyeva

Zarifa Aziz gizi Aliyeva  (em azeri:  Zərifə Əziz qızı Əliyeva; 28 de abril de 1923 - 15 de abril de 1985) foi uma oftalmologista e professora azerbaijana, e acadêmica da Academia Nacional de Ciências do Azerbaijão.
Zarifa Aliyeva foi autora de 14 monografias, centenas de trabalhos de pesquisa, e 12 propostas de racionalização. A parte principal da atividade de Zarifa Aliyeva foi relacionada ao Instituto Estatal de Estudos Médicos Avançados do Azerbaijão. Foi esposa do terceiro presidente do Azerbaijão Heydar Aliyev e mãe do quarto presidente do Azerbaijão Ilham Aliyev.